# Стирол
Стиролът (също наричан фенилетилен, винилбензол, стирен; с химическа формула C8H8) е летлива безцветна течност, използвана за производство на полимери. Представлява ненаситен въглеводород с отворена въглеродна верига, в която молекулите между въглеродните атоми са двойно или тройно свързани. Стиролът практически е неразтворим във вода, но добре се разтваря в органични разтворители. Източници на замърсяване на въздуха са главно заводите на нефтохимическата промишленост и тези за производството на пластмаси и смоли.
Стиролът прониква в организма при вдишване и в малка степен чрез кожата. Разпространява се бързо в организма и се натрупва основно в мастната тъкан. Предизвиква възпаление на очите, смущения в храносмилателната система и депресия. Метаболитите на стирола се елиминират с урината.
При професионална експозиция на стирол е наблюдавано дразнене на дихателните пътища. Въздействието върху централната нервна система се изразява в отпадналост, умора, главоболие, замаяност.
Установено е, че обонятелният праг на стирола е 70 µg/m3. Стиролът е слабо токсичен. Средната летална доза изпитана върху лабораторни животни (плъхове) е от 500 до 5000 mg/kg.
1. ↑  STYRENE //  PubChem.   Посетен на 19 октомври 2016 г. (на английски)
2. ↑  www.cdc.gov